# Sita Valles

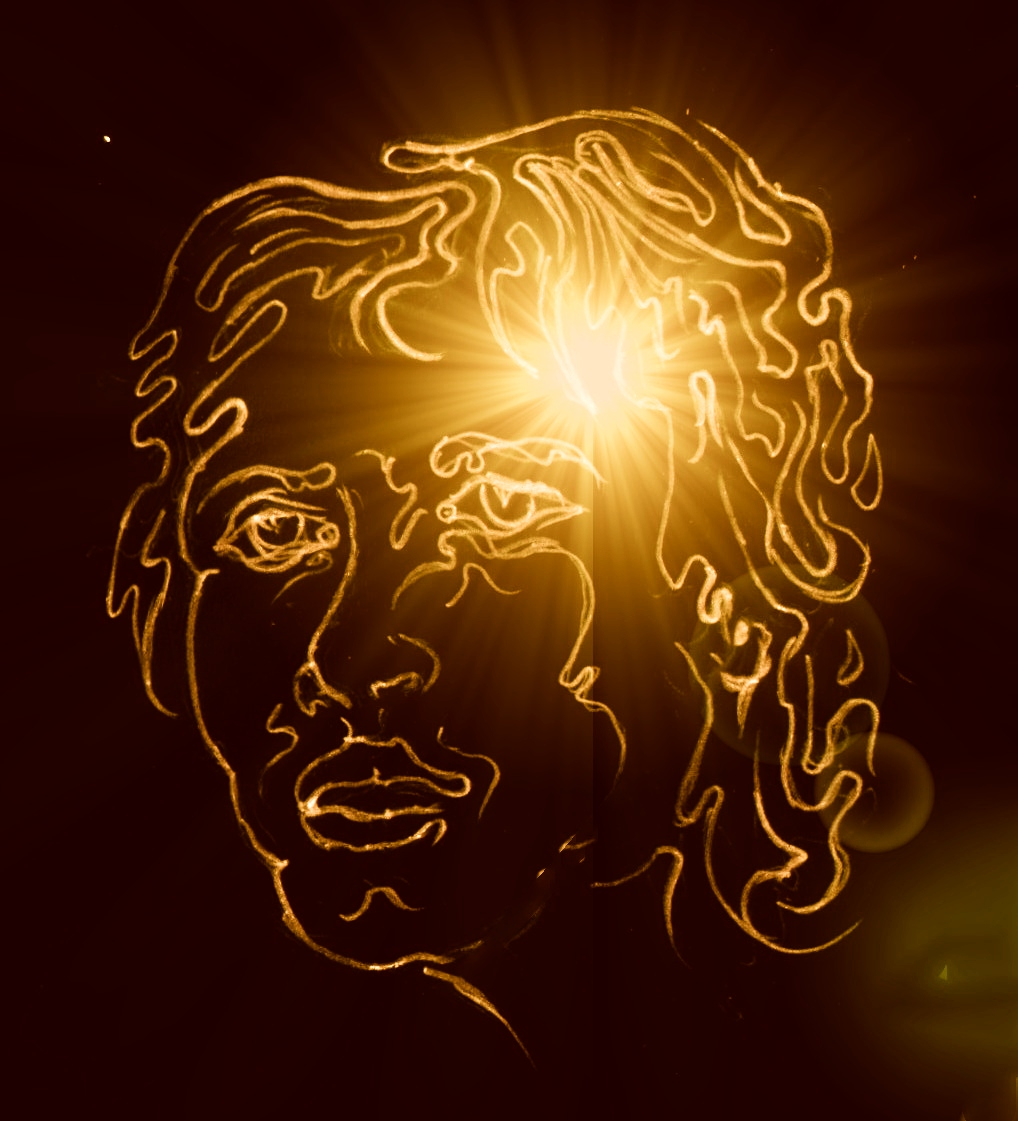
Sita Valles by Dom Martin

Sita Maria Dias Valles (Cabinda, 23 de agosto de 1951 – Luanda, 1 de agosto de 1977) foi uma médica e revolucionária anti-fascista angolana. Foi supervisora-geral do movimento juvenil e das organizações de massas populares do Movimento Popular de Libertação de Angola (MPLA) em Luanda.

## Biografia
Nascida em 1951, filha de Edgar Francisco da Purificação Valles e de Maria Lúcia Dias Valles. Sita cresceu em Luanda no seio de uma família próspera de origem goesa. Iniciou a sua actividade política quando ingressou na Faculdade de Medicina da Universidade Agostinho Neto, junto de grupos maoístas.
Quando continuou os seus estudos em Lisboa, a partir de 1971, entregou-se à militância comunista no Partido Comunista Português (PCP), tornando-se responsável pela União dos Estudantes Comunistas (UEC), sendo figura de maior relevo junto de Zita Seabra. Adepta fervente do regime soviético, no dia 25 de abril estava em Moscovo participando num congresso. Decidiu regressar a Angola no verão de 1975 para participar na revolução.
Em Luanda aproximou-se do sector ideologicamente mais ortodoxo do MPLA, próximo da União Soviética, dirigido por Nito Alves e José Jacinto Vieira Dias Van-Dúnem (com que se casaria e de quem teria um filho nascido em 1977). De notar que o MPLA tinha feito a opção marxista-leninista, considerando a União Soviética o modelo a seguir. O grupo Nitista ou movimento do Fraccionismo, ao qual Sita Valles se associou, criticava o domínio de uma suposta "elite branco-mestiça" no comando do Estado e do partido e, posteriormente, o governo de forma geral.
Foi torturada e assassinada na sequência da tentativa de golpe de Estado Nitista, presumivelmente em agosto de 1977 (outras fontes referem 2 de julho), na prisão de Luanda, em Angola, pelo aparelho de repressão estatal angolano.

## Memória
Em 2022, estreou em Lisboa o documentário Sita, A Vida e o Tempo de Sita Valles, realizado por Margarida Cardoso. 